# Billericay Town FC
Billericay Town FC (celým názvem: Billericay Town Football Club) je anglický fotbalový klub, který sídlí ve městě Billericay v nemetropolitním hrabství Essex. Založen byl v roce 1880 pod názvem Billericay FC. Od sezóny 2018/19 hraje v National League South (6. nejvyšší soutěž). Klubové barvy jsou modrá a bílá.
Své domácí zápasy odehrává na stadionu New Lodge s kapacitou 3 500 diváků.

## Historické názvy
Zdroj: 
- 1880 – Billericay FC (Billericay Football Club)
- 1946 – Billericay Town FC (Billericay Town Football Club)

## Získané trofeje
- FA Vase ( 3× )
  - 1975/76, 1976/77, 1978/79
- Essex Senior Cup ( 2× )
  - 1975/76, 2010/11

## Úspěchy v domácích pohárech
Zdroj: 
- FA Cup
  - 1. kolo: 1997/98, 2004/05, 2007/08, 2017/18
- FA Trophy
  - Čtvrtfinále: 2017/18
- FA Vase
  - Vítěz: 1975/76, 1976/77, 1978/79

## Umístění v jednotlivých sezonách
Stručný přehled
Zdroj: 
- 1966–1971: Essex Olympian League
- 1971–1977: Essex Senior League
- 1977–1979: Athenian League
- 1979–1980: Isthmian League (Second Division)
- 1980–1981: Isthmian League (First Division)
- 1981–1986: Isthmian League (Premier Division)
- 1986–1988: Isthmian League (First Division)
- 1988–1991: Isthmian League (Second Division North)
- 1991–1992: Isthmian League (Second Division)
- 1992–1998: Isthmian League (First Division)
- 1998–2012: Isthmian League (Premier Division)
- 2012–2013: Conference South
- 2013–2018: Isthmian League (Premier Division)
- 2018–2022: National League South
- 2022–: Isthmian League (Premier Division)

Jednotlivé ročníky
Zdroj: 
Legenda: Z - zápasy, V - výhry, R - remízy, P - porážky, VG - vstřelené góly, OG - obdržené góly, +/- - rozdíl skóre, B - body, červené podbarvení - sestup, zelené podbarvení - postup, fialové podbarvení - reorganizace, změna skupiny či soutěže
| Sezóny  | Liga                               | Úroveň | Z  | V  | R  | P  | VG  | OG | +/- | B  | Pozice |
| ------- | ---------------------------------- | ------ | -- | -- | -- | -- | --- | -- | --- | -- | ------ |
| 2009/10 | Isthmian League (Premier Division) | 7      | 42 | 14 | 12 | 16 | 44  | 42 | +2  | 54 | 13.    |
| 2010/11 | Isthmian League (Premier Division) | 7      | 42 | 20 | 9  | 13 | 56  | 45 | +11 | 69 | 11.    |
| 2011/12 | Isthmian League (Premier Division) | 7      | 42 | 24 | 13 | 5  | 82  | 38 | +44 | 85 | 1.     |
| 2012/13 | Conference South                   | 6      | 42 | 11 | 7  | 24 | 62  | 90 | -28 | 40 | 21.    |
| 2013/14 | Isthmian League (Premier Division) | 7      | 46 | 19 | 9  | 18 | 66  | 64 | +2  | 66 | 10.    |
| 2014/15 | Isthmian League (Premier Division) | 7      | 46 | 20 | 8  | 18 | 73  | 65 | +8  | 68 | 8.     |
| 2015/16 | Isthmian League (Premier Division) | 7      | 46 | 18 | 17 | 11 | 76  | 53 | +23 | 71 | 9.     |
| 2016/17 | Isthmian League (Premier Division) | 7      | 46 | 21 | 9  | 16 | 77  | 56 | +21 | 72 | 8.     |
| 2017/18 | Isthmian League (Premier Division) | 7      | 46 | 30 | 9  | 7  | 110 | 50 | +60 | 99 | 1.     |
| 2018/19 | National League South              | 6      | 42 | 19 | 8  | 15 | 72  | 65 | +7  | 65 | 8.     |
| 2019/20 | National League South              | 6      | 32 | 8  | 13 | 11 | 46  | 55 | -9  | 37 | 17.    |
| 2020/21 | National League South              | 6      | 17 | 4  | 4  | 9  | 26  | 35 | -9  | 16 | 15.    |
| 2021/22 | National League South              | 6      | 40 | 9  | 9  | 22 | 41  | 68 | -27 | 36 | 21.    |
| 2022/23 | Isthmian League (Premier Division) | 7      | 42 | 19 | 8  | 15 | 66  | 59 | +7  | 65 | 10.    |
| 2023/24 | Isthmian League (Premier Division) | 7      | 42 | 23 | 4  | 15 | 78  | 52 | +26 | 73 | 6.     |